# بيتشي
بلدية باجِيّ أو (نقحرة: بيتشي) (بالإسبانية: Bechí)‏، هي إحدى بلديات مقاطعة قسطلونة التي تقع في منطقة بلنسية، في شرق إسبانيا.
يبلغ عدد سكانها 5.615 نسمة وفقاً لإحصائية سنة (2006).

## أعلام
- روبرتو فيرنانديز
- باو فرانش